# Хазельбёк, Мартин
Мартин Хазельбёк (нем. Martin Haselböck; род. 23 ноября 1954, Вена) — австрийский органист, дирижёр и композитор.
Сын и ученик органиста Ханса Хазельбёка. В 1976 г. окончил Венскую академию музыки, где учился, в частности, у Михаэля Радулеску (орган) и Фридриха Церхи (композиция). Стажировался также в Париже у органистов Жана Лангле и Даниэля Рота, изучал в Венском университете историю искусства.
В 1977 г. преподавал орган в Лютеровском колледже в США (Декора, штат Айова). Вернувшись в Австрию, в 1978—1986 гг. преподавал в Венской академии музыки игру на органе и генерал-бас. С 1986 г. профессор Любекской высшей школы музыки, на протяжении ряда лет возглавлял в её составе Институт церковной музыки. Организовал в Любеке крупные музыкальные события, посвящённые Дитриху Букстехуде (1987), Эрнсту Кшенеку (1989), Хуго Дистлеру (1998) и Арпу Шнитгеру (2001). В 2006 году вернулся в Венский университет музыки как профессор органа. В качестве приглашённого профессора работал в разное время в Академии Сибелиуса, Московской консерватории и др.
С 1970 г. концертирует по всему миру как органист. В 1978—2000 гг. редактировал серию изданий Universal Orgel Edition, в которой вышли за это время 85 томов. Особое внимание Хазельбёк как исследователь и публикатор уделял органной музыке Вольфганга Амадея Моцарта и Франца Листа — в частности, опубликовал в 1998 году книгу «Франц Лист и орган» (нем. Franz Liszt und die Orgel).
Начиная с 1980-х гг. выступает как дирижёр. В 1991 г. получил в Праге премию за постановку оперы Моцарта «Дон Жуан». С 2004 г. музыкальный руководитель оркестра барочной музыки Musica Angelica, базирующегося в Лос-Анджелесе.
Среди собственных композиций Хазельбёка, помимо органных сочинений, выделяется ряд произведений для вокала или чтеца с сопровождением на стихи Эрнста Яндля и Фридерике Майрёкер.